# Hilda-Gymnasium Pforzheim

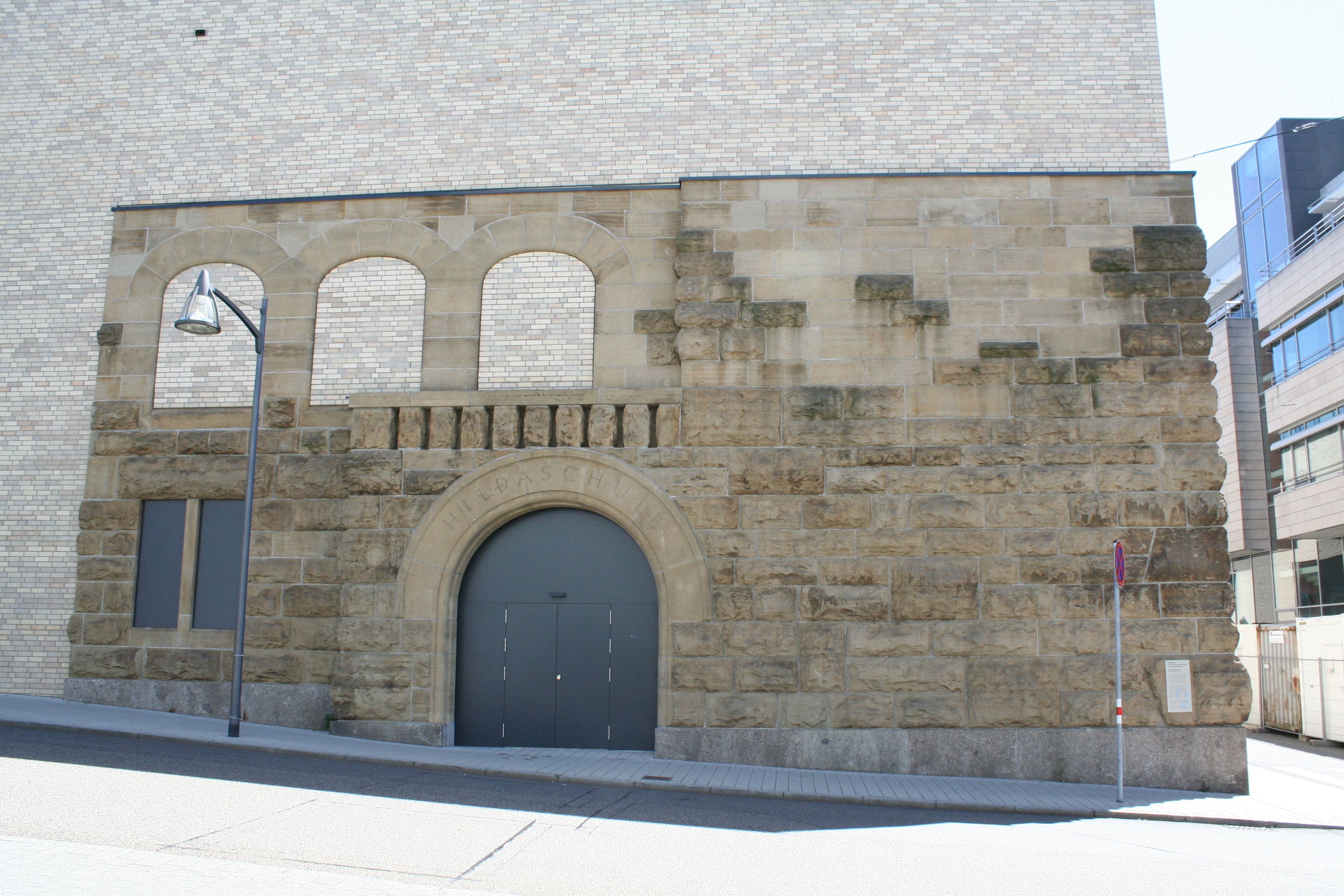
Hilda-Gymnasium Pforzheim Südwestflügel

Das Hilda-Gymnasium Pforzheim ist ein Gymnasium in Pforzheim in Baden-Württemberg. Das Gymnasium geht auf die Höhere Töchterschule der Stadt zurück, die 1849 gegründet wurde.

## Geschichte

### Frühe Frauenbildungsinitiativen
Wie in anderen südwestdeutschen Städten auch, kam es in Pforzheim im frühen 19. Jahrhundert zu verschiedenen Initiativen, höhere Bildungsmöglichkeiten für Frauen und Mädchen zu schaffen. Für Töchter wohlhabender Familien wurde 1825 das Köhler’sche Töchterinstitut eröffnet. 1834 schlug die Gründung einer höheren Töchteranstalt für größere Bevölkerungskreise zunächst fehl.

### Höhere Töchterschule ab 1849
Nach diversen Verhandlungen wurde 1849 eine Höhere Töchterschule in den Räumen der Reuchlinschule eingerichtet. Anfangs besuchten 56 Schülerinnen vier Klassen. Hauptlehrer und Vorstand der Schule war Johann Georg Friedrich Pflüger (1818–1869), unter dessen Vorstandschaft die anfangs noch private Schule eine gute Entwicklung nahm, so dass 1859 ein an die bisherige Schule angeschlossener Neubau in der Rosenstraße erbaut wurde. 1860 wurde die Schule zu einer öffentlichen Schule umgewandelt. Damals gab es bereits 176 Schülerinnen. Pflüger stand der Schule bis 1862 vor und wurde dann zum Oberschulamt nach Karlsruhe berufen. Sein Nachfolger war Direktor Fees, der 1873 ein privates Knabenpensionat gründete. Für Fees kam 1874 Rektor Bauer, der 1882 Kreisschulrat wurde. Ihm folgte bis 1904 erneut Fees.
Die Zahl von 200 Schülerinnen wurde erstmals 1870 überschritten. In den nachfolgenden Jahren schwankte die Schülerzahl stark und betrug zwischen 182 und 332. In den 1880er Jahren bemängelte man die Lage der Schule an der bereits von Verkehr geplagten Rosenstraße, aber die Stadt gab statt einem Schulhausneubau dem Rathausneubau den Vorzug. Rektor Fees scheiterte auch zunächst mit den Vorschlägen, eine Vorschule für Mädchen anzugliedern oder die Schule von einer Höheren Töchterschule zu einer Höheren Mädchenschule (Mittelschule) umzuwandeln. Erst seinem Nachfolger Ziegler gelang es 1905, die Schule in eine zehnklassige Höhere Mädchenschule umzuwandeln. Außerdem hatte die Stadt 1904 ein Anwesen am Luisenplatz für den Neubau einer Schule erworben, nutzte das bestehende Haus aber zunächst noch für kurze Zeit als Wohnung für den Rektor. 1906 kam Fritz Faith als Direktor an die Schule. In seine frühe Amtszeit fällt die Fertigstellung des Schulhausneubaus am Luisenplatz.

### Schulhausneubau am Luisenplatz
Ursprünglich hatte man ein Gebäude im Stil der Neorenaissance mit reichem Bauschmuck geplant. Das dann realisierte Gebäude entsprach in Kubatur und Einteilung den ursprünglichen Planungen, hatte aber aus Kostengründen eine viel schlichtere Fassade und eine einfachere Dach- und Giebellandschaft erhalten. Gleichwohl war das Gebäude repräsentativ und wohldimensioniert, mit bossiertem Sockel, Fassadengliederung durch Lisenen, am Mitteltrakt mit einer kleinen durch drei Rundbogenportale erschlossenen Vorhalle, mit großem Volutengiebel mit einer Uhr im Mitteltrakt sowie Figuren- und Amphorenschmuck, das Dach mit liegenden Schleppgauben.
Der Neubau erhielt den Namen Hildaschule, Höhere Mädchenschule Pforzheim nach Großherzogin Hilda und wurde am 30. Juli 1908 von Oberbürgermeister Ferdinand Habermehl eingeweiht. Die Schule erlebte einen großen Zuwachs der Schülerzahlen, so dass die Klassen geteilt, später gedrittelt werden mussten. Bereits 1909 musste das Dachgeschoss ausgebaut werden, 1913 bis 1915 wurde ein Erweiterungsbau an der Luisenstraße gebaut. Gleichzeitig wuchs der Verkehr um die Schule an und gab es immer wieder Pläne für Industriebauten in unmittelbarer Nachbarschaft, die den Standort am Luisenplatz alles andere als attraktiv machten. Die neuen Räume im Erweiterungsbau brachten zunächst nicht mehr Platz, da im inzwischen ausgebrochenen Ersten Weltkrieg auch einige Volksschulen das Gebäude bezogen, die ihrerseits als Lazarette oder für sonstige militärische Zwecke dienten. Die Kriegsjahre waren auch Krisenjahre für die Hildaschule, da viele Lehrer zum Militär eingezogen wurden und der Schulbetrieb mehrmals kurzzeitig wegen ausgebrochener Epidemien ruhte.
In den Jahren nach dem Ersten Weltkrieg fand ein ruhigerer Schulbetrieb statt. Auf Direktor Faith folgte 1925 Prof. Thoma und diesem 1926 Prof. Dr. Geiger. 1927 wurde die Schule zu einer Mädchenoberrealschule ausgebaut, 1929 konnte erstmals eine Abiturprüfung an der Schule abgelegt werden. In der Weltwirtschaftskrise der späten 1920er Jahre gingen die Schülerzahlen zurück, unterdessen wurde der Hildaschule eine hauswirtschaftlich ausgelegte Frauenschule angegliedert.
Zur Zeit des Nationalsozialismus wechselten die Direktoren der Schule zunächst häufig. 1933 amtierte Schulleiter Kinkel, ihm folgte 1935 Direktor Gundel und nach dessen Versetzung nach Freiburg wieder Kinkel. Der jüdische Lehrer Fritzmartin Ascher wurde 1935 aufgrund seiner Abstammung beurlaubt. Die Nationalsozialisten bauten den Hauswirtschaftszug der Schule aus und strichen die zweite Fremdsprache, um die Erziehung an der Schule im Sinne des nationalsozialistischen Frauenbildes zu prägen. 1942 wurde Direktor Kinkel nach Straßburg versetzt, ihm folgte Direktor Laube.
1944 wurde der Schulbetrieb eingestellt. Die älteren Schülerinnen wurden zur Rüstungsproduktion verpflichtet, einige Klassen mit jüngeren Schülerinnen wurden in Ausweichquartiere in den Südschwarzwald umquartiert. Das Schulgebäude wurde beim Luftangriff auf Pforzheim am 23. Februar 1945 völlig zerstört.

### Neubeginn nach dem Zweiten Weltkrieg
1946 begann ein provisorischer Unterricht der Höheren Pforzheimer Schulen in den Volksschulen von Brötzingen und Dillstein unter Gesamtleitung von Direktor Reinhard. 1947 wurden die Schulen organisatorisch wieder getrennt, wobei das Mädchenrealgymnasium vorläufig in der Brötzinger Volksschule unterkam. 1948 wurde Erich Rex zum kommissarischen Direktor ernannt. Von 1951 bis 1953 wurde das Schulgebäude, beginnend mit dem Südflügel in der Kiehnlestraße, in mehreren Bauphasen wiederaufgebaut. Die Schule erhielt nun ein äußerlich schlichtes Gebäude, das in seiner Lage dem zerstörten Vorgängerbau folgte. Als Reminiszenz an das zerstörte alte Gebäude wies die Fassade des Mitteltraktes zwei Lisenen als vertikale Gliederung sowie eine kleine überdachte Vorhalle an der Stelle der vorigen auf. Als Bauschmuck im Inneren erhielt das Schulhaus vier Brunnen von Vera Joho sowie Wandschmuck von Ludwig Kappis.
Nachdem in den 1950er Jahren zunächst etwa 800 Schülerinnen die Schule besuchten, ging diese Zahl mit dem Wiederaufbau weiterer Schulen auf etwa 700 zurück. 1962 wurde die Schule in ein neusprachliches Gymnasium umgewandelt. 1963 folgte die bisherige stellvertretende Schulleiterin Elisabeth Rast dem in den Ruhestand getretenen Direktor Rex im Amt.
In den 1960er Jahren war es wieder einmal die Verkehrssituation um die Schule, die den Wunsch nach einem Neubau aufkommen ließ, der jedoch wegen des immer noch andauernden Schulbauprogramms der Stadt zunächst zurückgestellt werden musste. 1969 zeichnete sich ab, dass vorerst überhaupt kein Neubau möglich sein würde, so dass die Schule in den nachfolgenden Jahren umfangreich saniert wurde. Gleichwohl blieb die Schule aufgrund ihrer Lage wenig attraktiv, so dass die Schülerzahlen immer weiter rückläufig waren und zeitweilig die Auflösung der Schüle im Gespräch war. Schließlich entschieden sich Schulleitung, Kollegium und Elternvertreter für die Einführung der Koedukation, wodurch im Schuljahr 1971/72 erstmals Jungen aufgenommen wurden. Als neue Schulleiterin kam 1973 Gertrud Heinrich, die die Schule auch noch zum 75-jährigen Jubiläum 1982 leitete.

### Das Hilda-Gymnasium heute
2012 bezog die Schule einen Neubau an der Kiehnlestraße. Im Schuljahr 2015/16 besuchten über 1000 Schüler die Schule.

## Bekannte Lehrer
- Johann Georg Friedrich Pflüger (1818–1869), Verfasser von Schul- und Geschichtsbüchern
- Fritzmartin Ascher (1895–1975), Lehrer und Kommunalpolitiker
- Hans-Ulrich Rülke (* 1961), Vorsitzender der FDP/DVP-Fraktion im Landtag von Baden-Württemberg

## Bekannte Schüler
- Bertha Benz (1849–1944), Automobil-Pionierin, Gattin von Carl Benz
- Else Mayer (1891–1963), Ordensgründerin
- Elisabeth Erdmann (* 1942), Geschichtsdidaktikerin und Althistorikerin
- Christel Augenstein (* 1949), Oberbürgermeisterin der Stadt Pforzheim von 2001 bis 2009
- Gert Hager (* 1962), Oberbürgermeister der Stadt Pforzheim von 2009 bis 2017
- René Dantes (* 1962), Künstler
- Hilke Turré, Künstlerin
- Erik Schweickert (* 1972), Professor für Internationale Weinwirtschaft der Hochschule Geisenheim und Politiker (FDP)
- Fred Hilke (* 1985), Moderator
- Felix Herkens (* 1995), Politiker (Bündnis 90/Die Grünen)